# Женщина по имени Голда
«Женщина по имени Голда» (англ. A Woman Called Golda) — американский телевизионный биографический фильм 1982 года режиссёра Алана Гибсона, посвящённый судьбе премьер-министра Израиля Голде Меир. 
Актрисе Ингрид Бергман, исполнившей главную роль, была вручена премия «Золотой глобус» за лучшую женскую роль, а также премия «Эмми» за лучшее исполнение женской роли. Это последняя актёрская работа Ингрид Бергман. Леонард Нимой также был номинирован на премию «Эмми» за лучшую мужскую роль второго плана в ограниченном сериале или специальном выпуске.

## Сюжет
В 1977 году Голда Меир возвращается в свою старую школу в Милуоки, штат Висконсин, где рассказывает ученикам историю своей жизни. Она вспоминает свои первые годы в Российской империи и то, как её семья эмигрировала в США, чтобы избежать преследований евреев. В молодости Голда мечтала бороться за страну для всех евреев мира. Она вышла замуж за Морриса Мейерсона, и в конце концов вместе с семьёй переехала в Палестину. Вначале семья поселилась в сельскохозяйственной коммуне (кибуце), а позже переехала в Иерусалим. В 1969 году она стала премьер-министром Израиля, уйдя в отставку после войны Судного дня в 1974 году. Фильм заканчивается прибытием президента Египта Анвара Садата в Израиль.

## В ролях
- Ингрид Бергман — Голда Меир
- Нед Битти — сенатор Дорвард
- Франклин Ковер — Хьюберт Хамфри
- Джуди Дэвис — Голда Меир в молодости
- Энн Джексон — Лу Каддар
- Роберт Лоджа — Анвар Садат
- Леонард Нимой — Моррис Мейерсон
- Джек Томпсон — Ариэль
- Брюс Боа — мистер Мэйси
- Энтони Бейт — сэр Стюарт Росс
- Йоси Грабер[ивр.] — Моше Даян
- Натан Коган[ивр.] — Леви Эшколь
- Одед Теуми[ивр.] — Давид Элазар